# Lluís Rodés i Pou
Lluís Rodés i Pou (Sant Quirze Safaja, 28 de juliol de 1862 - Castellar del Vallès, 21 de desembre de 1923) fou un escolapi català.

## Biografia
Lluís Rodés va estudiar al noviciat dels Escolapis de Moià i als 19 anys, durant el curs 1881-1882, li fou confiat l'ensenyament primari al col·legi de Santa Anna de Mataró. L'any següent, però, continuà els estudis superiors a la Universitat Calassància de Lleó. Ordenat sacerdot el 1887, el van destinar als Escolapis de Sabadell, on estigué trenta-cinc anys dedicat a l'ensenyament. Més endavant el van nomenar rector del col·legi escolapi de Castellar del Vallès, població en què residí els darrers anys fins que va morir el 1923.
Des del 1925 hi ha un carrer i un passatge al barri de la Creu Alta de Sabadell dedicats al Pare Rodés.